# Monumento ai caduti (Niguarda)
Il Monumento ai Caduti di Niguarda è una fontana-monumento realizzata dall'artista Dante Parini, situata in piazza Gran Paradiso nel quartiere Niguarda, a Milano. Il monumento fu finanziato da Antonio Bernocchi.

## Storia
Il monumento, dedicato dalle associazioni combattentistiche alla memoria dei milanesi di quel quartiere caduti durante la Grande Guerra, è stato realizzato dallo scultore Dante Parini nel 1924 e venne inaugurato con una grande cerimonia pubblica, in cui venne letto alla enorme folla presente, composta soprattutto da reduci, il testo del Bollettino della Vittoria del 1918.

## La fontana
L'opera è posta al centro della piazza Gran Paradiso. Sì tratta di una delle cinquantaquattro fontane della città, una elegante e semplice fontana a perdere di circa 25 m², costituita da un fusto centrale sormontato da una scultura che rappresenta un soldato sorretto da una figura femminile (la Vittoria); l’acqua fuoriesce da due protomi leonine, sui lati opposti del fusto, scivola su due piani, scende in due vasche ellittiche e infine in due vasche più grandi di forma rettangolare. Vincolato dalla Soprintendenza ai Beni Architettonici, è una fontana-monumento tra le più rilevanti artisticamente della città di Milano.